# Hendrik Jan Kymmell
Hendrik Jan Kymmell (Roden, 10 mei 1806 - Hoogeveen, 23 maart 1851) was een Nederlandse politicus.

## Leven en werk
Kymmell was een zoon van de burgemeester van Roden Jan Wilmsonn Kymmell en Alida Gezina Willinge. Hij werd geboren in de havezate Mensinge in Roden. Na zijn studie rechten promoveerde hij in 1829 aan de universiteit van Groningen. In 1830 werd hij benoemd tot burgemeester van Beilen en in 1835 werd tot burgemeester van Hoogeveen. Deze functie vervulde hij tot 1842 toen hij gekozen werd als gedeputeerde van de provincie Drenthe. Daarvoor was hij in 1837 al gekozen als lid van Provinciale Staten van deze provincie. Hij werd echter in dat jaar niet toegelaten tot de vergadering. Pas in juli 1838 werd hij daadwerkelijk lid van Provinciale Staten. Kymmell overleed in 1851 op 44-jarige leeftijd. Kymmel was Ridder in de Orde van de Nederlandse Leeuw.
Kymmell trouwde op 27 januari 1841 te Hoogeveen met Anna Paulina Böttichius Meurs, dochter van de predikant Jan Rudolph Böttichius Meurs en Margaretha Barbara van Doorninck. Zijn broer Coenraad Wolter Ellents was burgemeester van Roden en deze bewoonde samen met een andere broer, de rijksbelastingontvanger Berend Kymmell, de ouderlijke havezate Mensinge in Roden.
- International Standard Name Identifier: 0000 0003 8885 4336
- Nederlandse Thesaurus van Auteursnamen: 073839493
- Virtual International Authority File: 282130458
- WorldCat: E39PBJbWr44bfFcCxfqCKkwpyd